# Ad-Dajr (Irak)
Ad-Dajr – miasto w Iraku, w muhafazie Al-Basra. W 2009 roku liczyło 25 398 mieszkańców.